# Josef Bláha (archeolog)
Josef Bláha (* 14. července 1946 Telč) je český archeolog, vysokoškolský pedagog a hudebník. Specializuje se především na středověkou a postmedievální archeologii, nejstarší vývoj městských urbanismů, dějiny hmotné kultury a výzkum v oboru kulturní historie. Od roku 1973 je klarinetistou, houslistou a později také saxofonistou jazzové skupiny Free Jazz Trio.

## Studium a působení ve vědeckých institucích
V letech 1963–1968 absolvoval vysokoškolské studium na Katedře prehistorie a protohistorie Filozofické fakulty Univerzity Jana Evangelisty Purkyně v Brně. Titul PhDr. obdržel v roce 1983. Od roku 1978 je členem Sklářské odborné skupiny (později Odborné pracovní skupiny pro dějiny skla) při České archeologické společnosti. V letech 1969–1973 působil jako archeolog Uměleckohistorického muzea v Kroměříži. Od roku 1973 do roku 1992 pak jako archeolog Okresního střediska státní památkové péče a ochrany přírody v Olomouci, přičemž od roku 1982 byl vedoucím Oddělení archeologie. V letech 1990–1993 byl členem Archeologické komise pro Pražský hrad. Od roku 1992 působí jako odborný asistent na Katedře dějin umění Filozofické fakulty Univerzity Palackého v Olomouci, kde roku 1996 obdržel stříbrnou medaili rektora Univerzity Palackého v Olomouci. Od roku 2000 je také externím členem Centra pro medievistická studia při Karlově univerzitě a Akademii věd České republiky v Praze.